# Atu-Aben
Atu-Aben (Atu Aben) ist ein osttimoresischer Suco im Verwaltungsamt Bobonaro (Gemeinde Bobonaro). Der Suco ist Teil der Region Marobo.

## Geographie
Atu-Aben liegt im Norden des Verwaltungsamtes Bobonaro. Nördlich befindet sich der Suco Ilat-Laun, östlich der Suco Soileco und südlich der Suco Malilait. Westlich liegt das Verwaltungsamt Maliana mit seinem Suco Ritabou. Die Grenze zu Maliana bildet der Fluss Anaslota (später Anasola), der zum Flusssystem des Lóis gehört. Ebenso der Bulobu, der im Grenzgebiet zu Soileco entspringt und dorthin nach Osten weiterfließt. Im Norden erhebt sich der Foho Atubuti (854 m, Lage). Atu-Aben hat eine Fläche von 4,74 km². und teilt sich in die zwei Aldeias Atuaben und Talite.
Im Westen liegen die Orte Atuaben und Belual. Hier befinden sich auch die beiden Grundschulen Escola Basica Central 30 de Agosto Atuaben und Escola Basica Aibou sowie die Kapelle Nossa Senhora Peregrina de Marobo. Im Nordosten liegt der Ort Talite mit dem Sitz des Sucos. Hue (Lage) ist eine Wasserquelle bei Belual.

## Einwohner

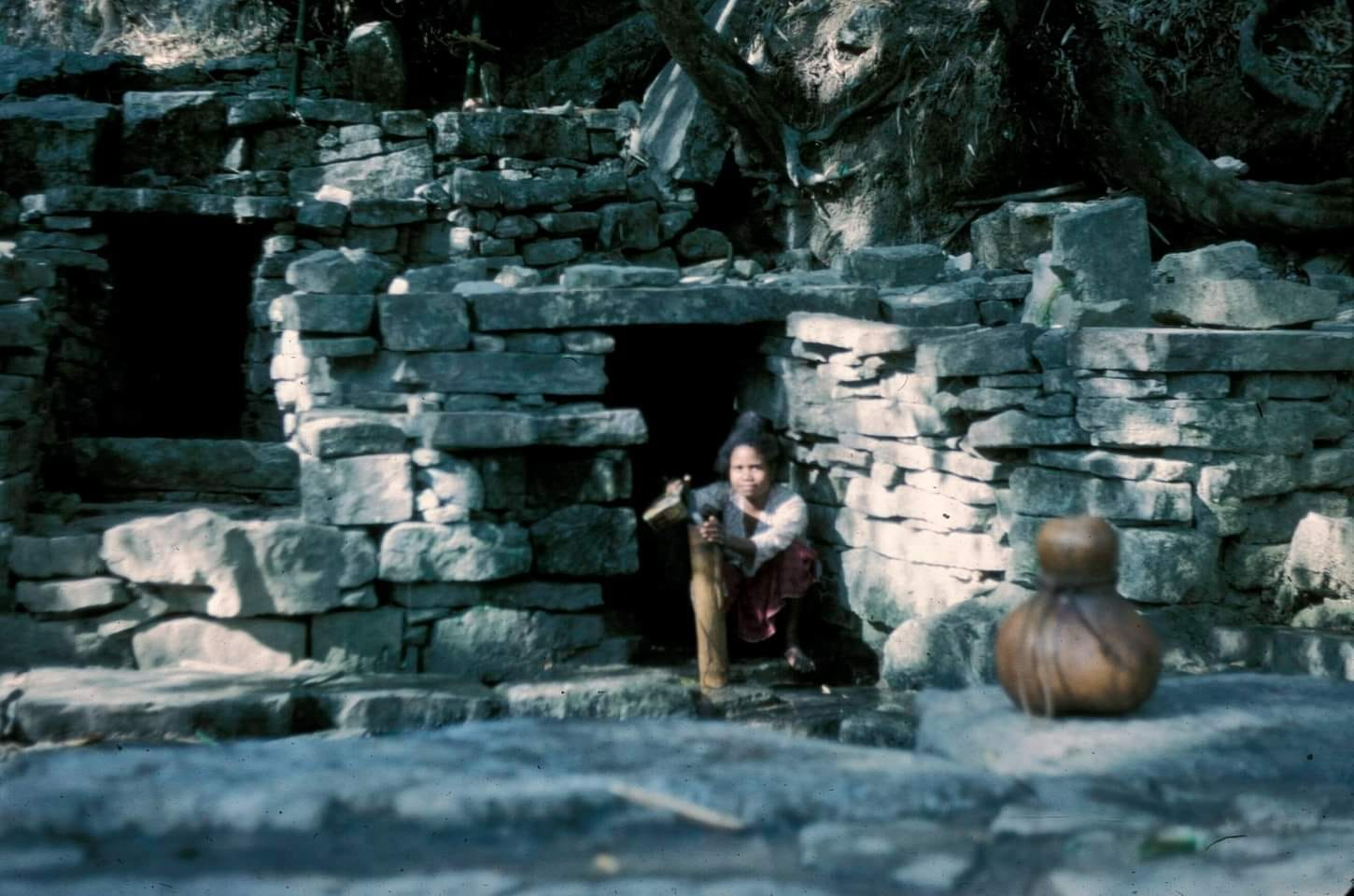
An der Wasserquelle Hue in Atu-Aben (1960)

Im Suco leben 989 Einwohner (2022), davon sind 494 Männer und 495 Frauen. Im Suco gibt es 165 Haushalte. Über 85 % der Einwohner geben Kemak als ihre Muttersprache an. Über 10 % sprechen Tetum Prasa und eine kleine Minderheit Bunak.

## Politik
Bei den Wahlen von 2004/2005 wurde Inacio zum Chefe de Suco gewählt. Bei den Wahlen 2009 gewann Justino S. Barreto, 2016 Januario Fernandes und 2023 Jacinto Godhino Pereira.